# Caulerpa prolifera
 (juin 2013).
Si vous disposez d'ouvrages ou d'articles de référence ou si vous connaissez des sites web de qualité traitant du thème abordé ici, merci de compléter l'article en donnant les références utiles à sa vérifiabilité et en les liant à la section « Notes et références ».
Espèce
Caulerpa prolifera est une espèce d'algues vertes de la famille des Caulerpaceae.

## Description
Cette espèce d'algue verte, à l'instar des autres caulerpes, possède un stolon d'où partent du haut des feuilles verdâtres caractéristique et, en bas, des rhizoïdes qui s'accrochent au substrat. Elle possède une toxine, la caulerpine, qui protège l'algue d'éventuels prédateurs[réf. nécessaire].
Elle peut former des petits herbiers, parfois en associations avec des padines telles Padina pavonica, des zostères Zostera marina, des cymodocées Cymodocea nodosa ou des posidonies Posidonia oceanica.

## Répartition

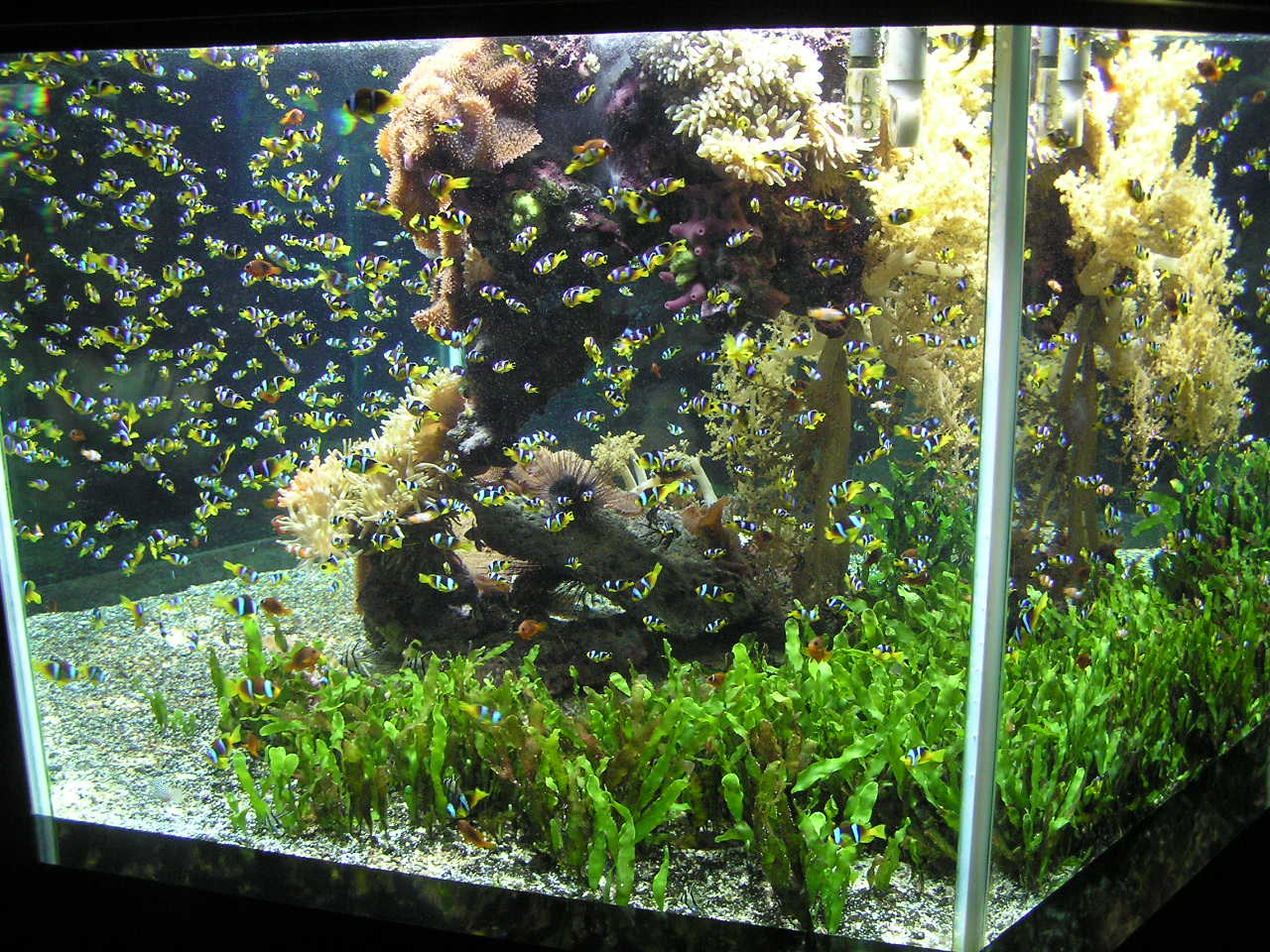
Caulerpa prolifera au Musée océanographique de Monaco

À la différence de ses cousines tropicales envahissantes Caulerpa taxifolia et Caulerpa racemosa et malgré son nom scientifique, elle peuple naturellement les eaux méditerranéennes (bien que localisée) ainsi que les eaux de la mer Noire et de l'Atlantique nord-est et sud-est.
En méditerranéen, elle habite entre 0 et 20 mètres de profondeur[réf. nécessaire], sur les fonds sableux et vaseux. Elle est fortement concurrencée par Caulerpa taxifolia et Caulerpa racemosa, ce qui provoquerait une régression de la répartition de Caulerpa prolifera. Toutefois cette dernière n'est pas protégée et ne semble pas en grand danger contrairement à Posidonia oceanica.

## Autre
Caulerpa prolifera est aussi couramment utilisée en aquarium, autant par les aquariophiles que par les aquariums publics.